# Импилахтинское сельское поселение
Импила́хтинское се́льское поселе́ние — упразднённое муниципальное образование (сельское поселение) с центром в посёлке Импилахти, входившее в состав Питкярантского района Республики Карелия Российской Федерации. Существовало с 2004 по 2023 годы.

## История и география
Импилахтинское сельское поселение граничило с территориями Ляскельского сельского поселения, Лоймольского
сельского поселения, Питкярантского городского поселения и Сортавальского городского поселения
В 2023 году все входившие в состав Питкярантского муниципального района поселения (одно городское и четыре сельских) были упразднены и объединены в Питкярантский муниципальный округ.

## Население
| 2009 | 2010 | 2012 | 2013 | 2014 | 2015 | 2016 |
| ---- | ---- | ---- | ---- | ---- | ---- | ---- |
| 749  | ↗772 | ↘735 | ↘727 | ↘712 | ↗716 | ↘691 |
| 2017 | 2018 | 2019 | 2020 | 2021 | 2023 |      |
| ↘674 | ↘657 | ↘628 | ↘613 | ↗614 | ↘589 |      |

## Населённые пункты
В состав сельского поселения входили 9 населённых пунктов (1 посёлок и 8 деревень):
| № | Населённый пункт | Тип     | Население | Фин.название | Карел.название |
| - | ---------------- | ------- | --------- | ------------ | -------------- |
| 1 | Вуорилампи       | деревня | →0        | Vuorilampi   | Vuorilambi     |
| 2 | Импилахти        | посёлок | ↘664      | Impilahti    | Imbilahti      |
| 3 | Кирконкюля       | деревня | ↗8        | Kirkonkylä   | Kirkonkylä     |
| 4 | Кителя           | деревня | ↗1        | Kitelä       | Kidelä         |
| 5 | Леппясилта       | деревня | ↘36       | Leppäsilta   | Leppysildu     |
| 6 | Метсякюля        | деревня | →4        | Metsäkylä    | Meččykylä      |
| 7 | Сумериа          | деревня | ↘6        | Sumeria      | Sumeri         |
| 8 | Сюскюя           | деревня | ↘0        | Syskyä       | Syskyvä        |
| 9 | Терванселькя     | деревня | →8        | Tervanselkä  | Tervanselgy    |

## Достопримечательности
На территории поселения расположен ряд объектов культурного наследия (памятников истории и архитектуры).

### Объекты архитектуры
- Здание школы (н. XX в.)
- Дом жилой Кононова (кон. XIX в.)
- Дом жилой (кон. XIX в.)
- Здание гостиницы (кон. XIX в.)
- Здание банка (н. XX в.)
- Усадьба настоятеля церкви (кон. XIX — н. XX вв.)

Включает в себя 4 здания: дом жилой зимний (1894 год), дом жилой (кон. XIX в.), дом жилой летний (кон. XIX в.), сарай с сеновалом (кон. XIX в.)

### Объекты истории
- Кладбище финских солдат (1939—1944 гг.)

### Памятники архитектуры
- Братская могила советских воинов, погибших в годы Великой Отечественной войны (июль 1944 г.)
- Братская могила советских воинов, погибших в годы Советско-финской войны (1939—1940).
- Кладбище советских военнопленных (1941—1942 гг.)

### Памятники археологии
- Стоянка «Кителя-1» (IV—III тыс. до н. э.)